# Palwancha
Palwancha (o Palavancha) è una suddivisione dell'India, classificata come municipality, di 68.561 abitanti, situata nel distretto di Khammam, nello stato federato del Telangana. In base al numero di abitanti la città rientra nella classe II (da 50.000 a 99.999 persone).

## Società

### Evoluzione demografica
Al censimento del 2001 la popolazione di Palwancha assommava a 68.561 persone, delle quali 35.133 maschi e 33.428 femmine. I bambini di età inferiore o uguale ai sei anni assommavano a 8.837, dei quali 4.416 maschi e 4.421 femmine. Infine, coloro che erano in grado di saper almeno leggere e scrivere erano 42.738, dei quali 24.245 maschi e 18.493 femmine.